# 중세 유럽의 과학
1085년 십자군이 스페인 지방의 톨레도를 탈환함으로써 서양의 기독교 문명권과 이슬람 문명권의 문화적 접촉이 매우 빈번해지기 시작했다. 아랍어로 번역되어 연구되던 서양 고대 과학의 내용이 다시 라틴어로 번역되기 시작했으며, 갑자기 유입된 방대한 지식을 배우고 전수하고자 하는 사람들이 생기면서 중세의 대학이 탄생했다.

## 중세가 과학과 기술의 관계에 제공한 통찰

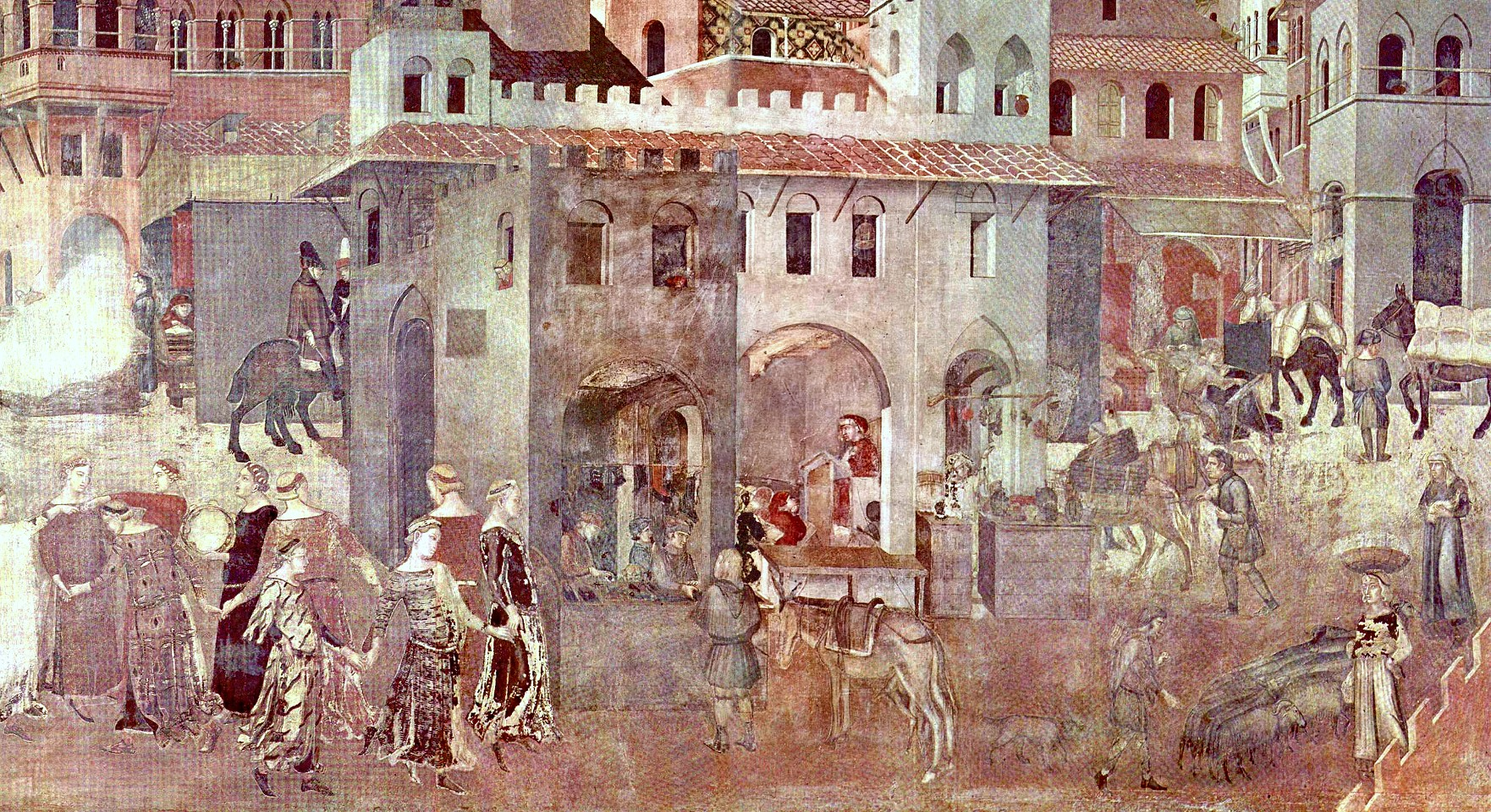
중세의 기술의 발전으로 도시가 폭발적으로 발전하였으며, 인구도 비약적으로 성장하게 되었다.

오랫동안 많은 사람들은 기술의 발전은 과학적 발전을 자연스럽게 뒤따르게 한다고 생각해왔다. 그러나 중세에서의 과학과 기술의 관계는 이러한 생각이 당연하지만은 않음을 보여 준다. 그러나 이 시기 유럽의 기술 분야에서는 눈에 띄는 변화가 있었다. 무엇보다도 깊이 땅을 갈 수 있는 쟁기, 말이 끄는 밭갈이 농기구 등이 개발되었고, 물레방아나 풍차와 같은 새로운 동력 수단이 광범위하게 사용되기 시작했다. 여러 지역에서 3포 농법을 통한 윤작을 시행하기 시작하여 농작물의 토지 단위당 소출이 급격히 커졌다. 그 영향은 매우 분명해서 인구의 증가가 두드러지게 나타났으며, 로마의 전성기 이후 사라져 가던 도시가 다시 등장하게 되었다. 인구가 증가함에 따라 경작지가 부족해지고 일손이 남아돌게 되었는데, 이는 십자군 운동의 중요한 배경으로 작용기도 하였다.

## 근대 과학은 고대ㆍ중세과학의 연속선상인가?

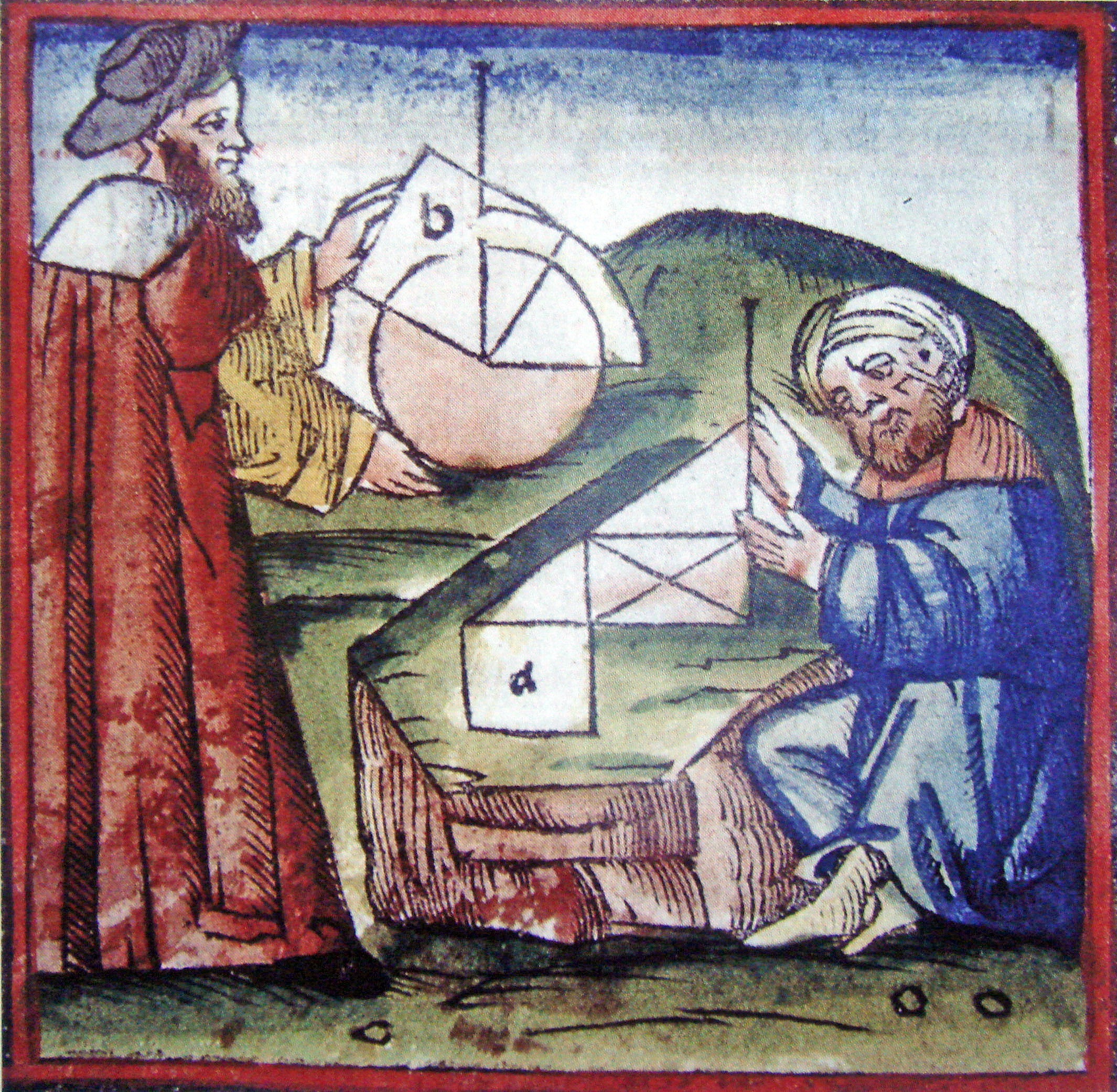
중세 서양세계의 학자들은 이슬람의 아랍어 서적을 통해 고대 그리스 세계의 고전에 접근하였다.

수많은 과학사학자들은 고대, 중세 학자들의 활동 중 현대 과학 활동의 연속선상으로 볼 수 있는 내용들을 찾았고 그 내용, 용어, 방법론, 목적 등은 현대 과학의 연속선상에서 볼 수 있는 것들이었다. 그럼에도 불구하고 고대나 중세의 학자들은 현대의 과학자들과 전혀 다른 의문의 틀안에서 활동하곤 했음을 잊어서는 안 된다.
13세기에 이미 옥스퍼드 연구자들(Oxford Calculators)은 상당히 정교한 실험과학의 성과를 논하였다. 14세기 중반 머튼 칼리지를 중심으로 한 수학자들은 17세기에 갈릴레이가 수학적인 식으로 운동을 나타내려 했던 것과 유사하게 물체의 움직이는 속도와 움직인 거리를 기하학적인 도형으로 나타내 보이기도 하였다. 이러한 사료들을 내보이면서 중세 사가들은 종종 13~14세기에 이미 근대 과학의 싹이 돋아나고 있었다고도 이야기한다. 하지만 이러한 움직임이 과학 혁명 이후 근대 과학의 직접적인 뿌리라고 보기는 힘들다. 근대 과학의 태동을 위해서는 르네상스 시기의 독특한 연금술적, 마술적, 플라톤적 분위기가 필요했던 것으로 보이기 때문이다.

## 과학과 신학

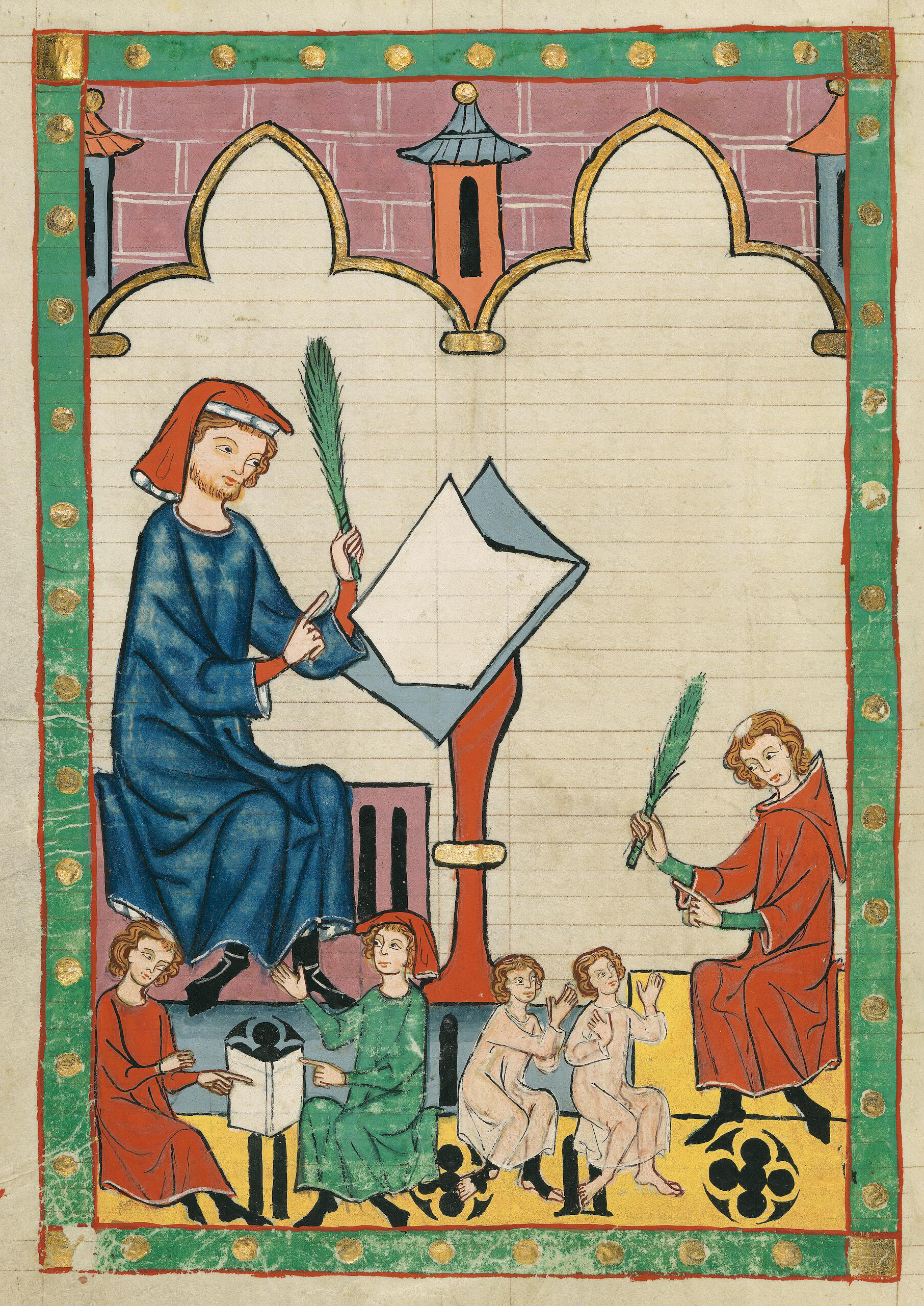
중세 초기 문답학교에서의 교육

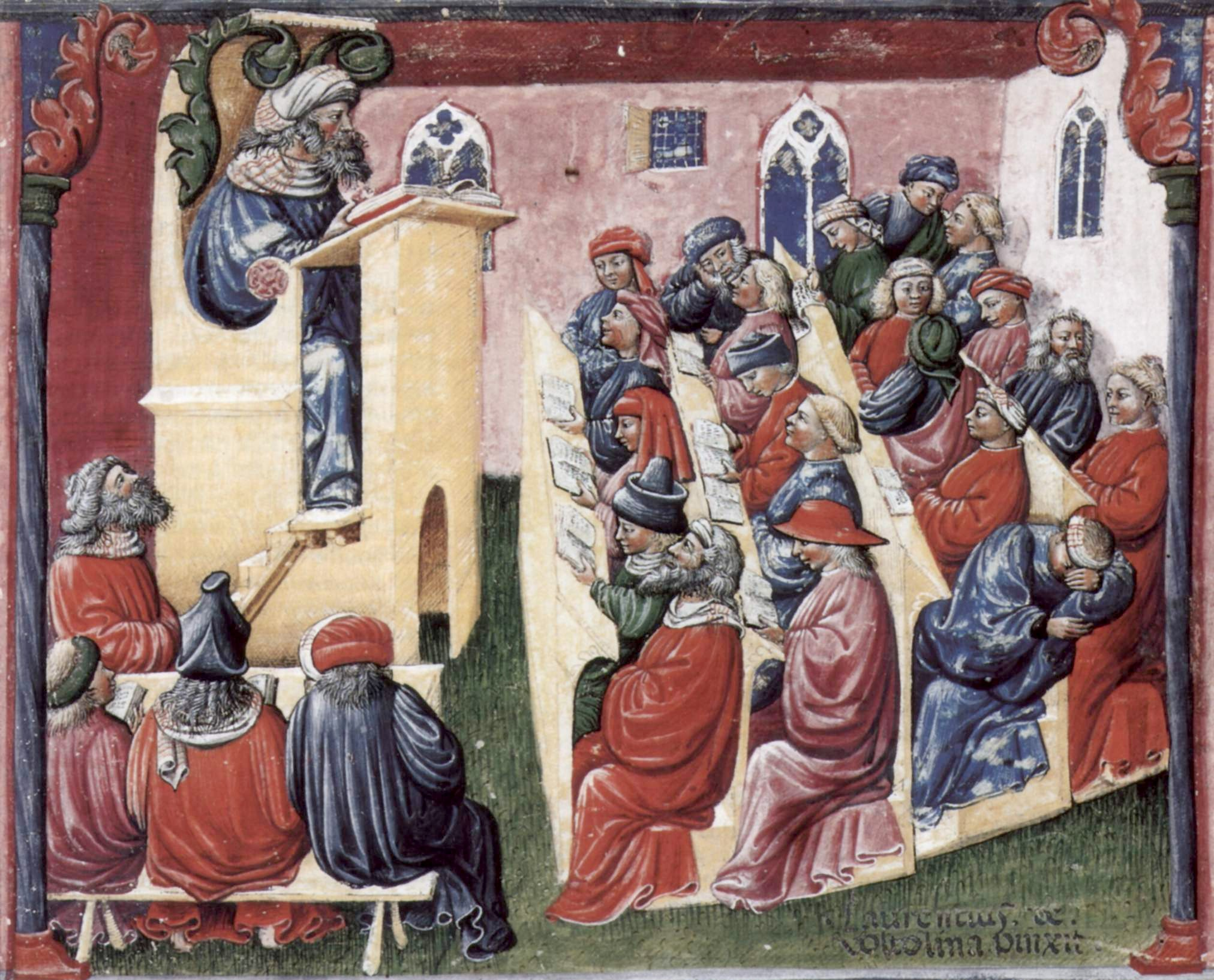
중세 중기에 등장한 대학의 강의

농업 기술의 변화와 수력 및 풍력의 개발 등에 힘입어 10세기를 전후하여 서유럽의 인구는 급격히 늘어난다. 수천 명 이상의 인구가 밀집하여 생활하는 도시가 형성되고, 이 도시에는 성당 내의 문답학교(問答學校, catechumenal school)가 생겨 주로 종교적인 내용에 대해 질문을 하고 이에 대해 논리적으로 응답하는 형태로 가르치고 배우는 관행이 형성되었다. 제자인 엘로이즈와의 사랑으로 유명해진 아벨라르는 당시의 대표적인 문답학교의 교사였다. 아마도 인구의 증가가 한 몫을 하였을 것인데, 종교적인 열정에 휩싸인 십자군 운동이 일어나면서 서양 세계는 이슬람 문명권과의 접촉이 활발해졌다. 그리고 서방의 학자들은 아랍어로 씌여진 많은 그리스 문명권의 저술들에 놀라게 된다. 활발한 번역 활동이 시작되고 이 번역 활동을 통해, 특히 아리스토텔레스의 논리학, 자연 철학 그리고 갈레노스의 의학이나 프톨레마이오스의 천문학 내용 같은 것들이 이븐 시나 또는 이븐 루시드와 같은 이슬람 학자들의 주석과 함께 번역된다. 이러한 이성의 빛에 의존한 논리학이나 자연 철학이 종교적인 이해를 심화시킬 수 있으리라는 믿음 속에서 스콜라 철학이라는 후기 중세 특유의 학문 양식이 생겨나게 된다.
스콜라 철학이란 문자 그대로 학교에서 교육되고 배우게 되는 철학이라는 의미인데, 13세기 초부터 나타나기 시작하는 파리 대학교나 옥스퍼드 대학교 같은 곳에서 형성되어 가는 학문적 경향과 내용을 가리키는 말이다. 성경의 계시를 인간 이성의 힘으로 더욱 굳건히 할 수 있으리라는 생각은 아우구스티누스와 같은 초기 교부들 사이에서도 볼 수 있었다.
그러나 아우구스티누스는 생애의 후반에 들어 종교의 계시 세계는 인간의 이성만으로는 파악될 수 없는 것이라고 주장하게 된다. 그는 이성보다는 믿음을 강조하게 되고, 그의 이러한 입장은 이후 대학이 나타나기까지, 즉 스콜라 철학자들이 나타나기전까지 서양 종교의 대표적인 내용으로 된다.
토마스 아퀴나스와 같은 스콜라 철학자들은 성경에 나타나는 계시 세계의 많은 내용들이 인간의 이성을 통해 논리적으로 설명이 가능한 것이며, 이렇게 이성적으로 성경의 말씀들을 풀어 명확히 하는 것이 신학자들이 해야 할 일이라고 보았다. 그리고 성경 및 종교의 내용을 풀이하는 데 아리스토텔레스의 논리학 및 철학 용어들이 매우 유용하다는 것을 강조한다.
예를 들면, 성찬식에서 마시게 되는 포도주는 그리스도의 피인가 아니면 포도주인가 하는 소박해 보이는 질문에 대해서, 스콜라 철학자들은 아리스토텔레스가 자연의 변화에 대해 이야기하면서 사용하기 시작한 실체와 속성이라는 개념을 이용하여 해석을 하게 된다. 성찬식에 쓰이는 포도주는 사제가 ‘이것은 그리스도의 피’라고 말하는 순간 그 속성이 포도주로 남아 있음에도 불구하고 실체는 그리스도의 피로 바뀌는 것이라는 해석을 하게 된다.
중세의 자연 철학이 시녀였다는 이야기는 이렇게 논리학이나 자연학이 신학적 내용을 밝히고 봉사하는 데 쓰여졌다는 의미일 것이다. 그러나 대학의 제도를 생각해 보면 중세 스콜라 철학자들처럼 많은 시간을 자연 철학을 공부하며 보낸 시절도 없었다. 중세의 대학은 원래 신학, 법학, 의학을 공부하고 또 그 분야에 관련된 직업을 얻기 위한 제도적 장치였다. 그런데 모든 학생들은 신학이나 법 또는 의학을 공부하기 전에 일단 4년 간 철학을 공부하는 교양 과정(학부)을 거쳐 학사 학위를 가져야 더 공부를 진행할 수 있었다. 2년 정도의 석사 과정을 거친 사람들은 학부의 강의를 할 수 있었는데, 대부분의 신학부 학생들은 석사를 마친 후에 신학과정을 시작했다. 즉, 신학이 가장 중요한 분야였지만, 그 신학을 공부하는 모든 학생이 적어도 4년에서 6년 정도의 교양과정과 석사 과정에서 논리학과 자연 철학을 공부해야 했던 것이다.
중세 대학에서는 문제를 제기하고 찬성과 반대의 근거를 논리적으로 살피는 활동이 주된 교육 활동이었다. 예를 들어, 진공의 존재는 가능한가라는 질문을 제기하고 이 문제에 대한 찬반을 논리적으로 살핌으로써 진공에 대한 본질을 파악하려고 하였다. 이런 식의 학문 방법으로 인해 논제들은 끝없는 논쟁으로 발전하곤 했다. 학문의 주된 목적은 신학이었고 철학 혹은 과학은 중세 대학에서 신학의 시녀 역할을 하며 살아 남은 것처럼 보인다. 그러나 이러한 사실이 과학 활동에 방해가 되었으리라고 이야기할 수는 없다. 신학의 그늘 아래서 과학과 논리학이 살아서 성장할 수 있었던 것으로 볼 수도 있기 때문이다.
초기 기독교 교부들의 시절부터 인간의 이성과 신의 계시를 서로 융화시키려는 노력이 있었다. 아우구스티누스는 이런 목적으로 플라톤의 철학을 사용하였다. 그 뒤 12세기까지 기독교 신학과 그리스 자연 철학은 서로 도움을 주는 관계였다. 그러나 12세기 후반 이후 인간의 이성이 강조되고 자연주의적인 경향을 띤 아리스토텔레스 학문이 유입되면서 심한 갈등이 나타나게 되었다. 예를 들어, 아리스토텔레스의 철학은 원인과 결과 사이의 인과관계를 강조하는 결정론적인 경향을 지녔는데, 이는 기적의 존재와 신의 전능성을 주장하는 기독교 교리와 서로 상충하는 문제를 일으켰다.
그러나 아리스토텔레스 학문과 기독교 신학의 융합을 꾀하는 노력은 계속되었다. 대표적 인물인 토마스 아퀴나스와 같은 신학자들의 노력을 통하여 인간의 이성을 대표하는 아리스토텔레스의 논리학과 자연 철학은 기독교 신학의 핵심으로 자리잡게 되었고, 따라서 아리스토텔레스의 철학은 중세 대학에서 엄청난 권위를 지니게 되었다.

## 아리스토텔레스 철학에 대한 비판
기독교의 종교관은 고대 철학자들의 이성적 자연관과 마찰 없이 융화될 수 없는 것이었다. 석사 과정을 거쳐 교양 과정부의 교수로 남은 학자들은 점차로 신학적 논의를 이성적으로 비판하기 시작했고, 때로는 신학적으로 받아들일 수 없는 내용을 학생들에게 강의하기도 하였다. 예를 들면, 그리스의 철학자들에게 우주가 언제 생겼는가는 논의의 대상이 아니었다. 아리스토텔레스에게 우주는 창조되었다기보다는 영원히 존재해 왔던 것이었다. 아리스토텔레스를 가르치는 교수들은 신학자들의 논의는 실제 자연에 대한 것은 아니라든지 또는 신학의 입장에서의 진리가 철학의 입장에서의 것과는 다를 수 있다는 전제를 덧붙인 강의를 하기도 하였다.

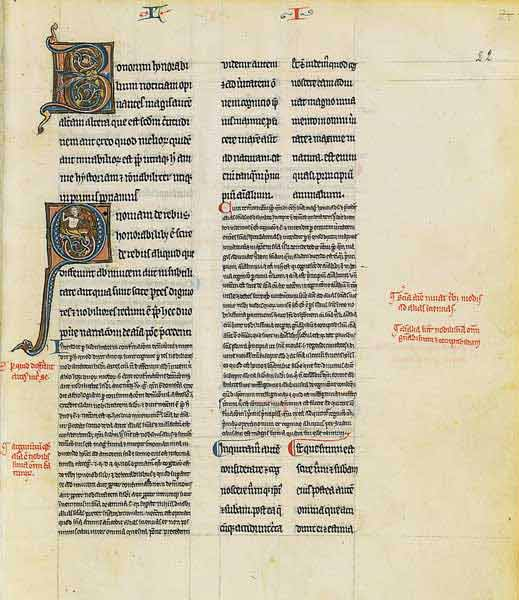
1277년의 파리 대주교의 금령조서

신학자들에게 이러한 교수들의 입장은 매우 위험한 발상이었으며, 1277년 파리의 대주교는 종교적인 문제들의 신뢰도를 떨어뜨리는 지나친 이성적 접근을 금지하는 금령을 내리면서, 이를 어기는 경우 파문될 수 있으리라고 강력한 경고를 하였다. 이 금령 이후로 종교의 계시 세계를 인간의 이성으로 풀어 이해해보려는 노력은 그 기세가 꺾인 듯 했다. 1277년의 금령 이후 14세기 내내 학자들은 신은 인간이 이해할 수 없는 어떠한 일이라도 할 수 있다는 주장만을 되풀이 한다. 과학이 신학의 시녀로 살아남기는 했지만, 이제 인간의 이성만으로 자연 세계를 설명해 보려는 노력은 장벽에 부딪친 듯이 보였다.
그런데, 신의 전지전능한 세계를 인간이 이해할 수는 없다는 전제 아래서 매우 활발한 상상활동이 일어나기 시작했다. 당시에, 지구는 움직이지 않는다는 것은 누구나 다 알고 있는 것이었다. 그러나 만일 신이 지구를 움직인다면 어떤 일이 일어날까? 그래도 지구는 우주의 중심으로 남는 것인가, 아니면 지구가 있던 장소는 허공으로 남는 것인가? 아리스토텔레스의 자연학은 이러한 문제들에 대해서 답을 할 수 없었다. 이성의 화신으로 고대의 철학자 아리스토텔레스를 존중해 왔지만, 이제 그의 자연관을 모두 그대로 받아들일 수 없게 된 것이다.

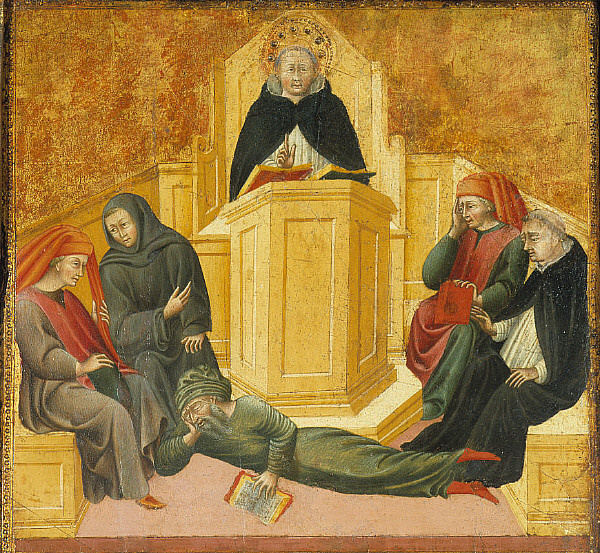
1400년대 중세 대학의 대학원 강의 모습

어치파 인간의 이성으로 신의 뜻을 알 수는 없다면, 우리의 한정된 능력으로는 이해할 수 없는 일들이 자연에 존재하고 또 일어날 수도 있을 것이다. 이러한 상상 과정을 통해 학자들은 고대 철학자들의 논의를 비판적으로 바라보기도 하고, 또 새로운 논의를 개발하기도 하였다.
때문에 학자들에 따라서는 1277년의 금령이 학자들의 상상력을 자극하여 오랜 아리스토텔레스의 속박에서 벗어나 자연에 대한 다양한 논의들을 이끌어 냈다고 보기도 한다. 어떤 학자들은 나아가 신의 전능함을 전제하는 토론 양식이 인간의 이성에 매달리지 않고 보이는 현상을 그대로 기술하려 드는 경험 과학의 등장을 촉진하여 근대 과학의 태동에 한 몫을 하였다고 주장하기도 한다. 몰론 인간의 이성을 억압하는 행위가 과학에 미치는 종교나 사회의 영향은 예상하기 힘든 방향으로 나타날 수도 있는 것이다.
14세기가 되면서 옥스퍼드 대학교의 머튼 단과대학(머튼 칼리지)에서는 수학과 물리의 영역을 구분했던 아리스토텔레스 철학의 기본 입장에서 벗어나서 물리 현상에 대한 수학적 연구가 시도되며, 약의 효과, 선악의 정도, 성질의 강도를 분석하는 데 양적인 방법이 사용되기도 했다. 파리에서는 아리스토텔레스의 우주관과는 다른 우주의 모습을 모색하는 학자들도 생겨났으며, 전체적으로 보아 1277년의 금지령 이후 나타난 14세기의 철학적 분위기 속에서 수학적이고 경험적이며 근대 과학 혁명기의 과학과 유사한 형태의 논의들이 나타난다.

## 같이 보기
- 과학사
- 중세 대학
- 스콜라 철학

## 참고 문헌
- 우주가 바뀌던 날 : 제임스 버크, 지호, 2001[쪽 번호 필요]